# Уржумское лесничество
Уржумское лесничество (мар. Уржум лесничестве) — поселок в Звениговском районе Республики Марий Эл. Входит в состав Кокшамарского сельского поселения.

## География
Находится в южной части республики Марий Эл на расстоянии приблизительно 36 км по прямой на запад-северо-запад от районного центра города Звенигово на левобережье Волги.

## История
Известен с 1950-х годов, когда он относился к Сидельниковскому сельсовету. В 2001 году проживали 40 человек в 24 домах, имелись магазин, контора лесничества, пожарная часть лесхоза.

## Население
Население составляло 18 человека (чуваши 72 %) в 2002 году, 41 в 2010.